# Скарсо (Падова)
Скарсо је насеље у Италији у округу Падова, региону Венето.
Према процени из 2011. у насељу је живело 115 становника. Насеље се налази на надморској висини од 18 м.